# Birgitta Büki-Sundkvist
Birgitta Büki-Sundkvist, född 1970 i Norberg, är en svensk silversmed.  
Büki-Sundkvist studerade vid Guldsmedsskolan i Mjölby 1986-1989 samt extra teknikkurser vid Hantverkets folkhögskola i Leksand 1992. Hon har medverkat i samlingsutställningar på Värmlands museum.